# Villaverde Bajo-Cruce
Villaverde Bajo-Cruce – stacja metra w Madrycie, na linii 3. Znajduje się w dzielnicy Villaverde, w Madrycie i zlokalizowana pomiędzy stacjami Ciudad de los Ángeles i San Cristóbal. Została otwarta 21 kwietnia 2007.